# باسوج دي فيريرا
باسوج دي فيريرا هي مدينة من مدن البرتغال تقع في الشمال. يبلغ عدد سكانها 56,340 نسمة وذلك حسب إحصائيات سنة 2011. تُسمى بعاصمة الأثاث، بسبب هيمنة الصناعة فيها، وتُعتبر منطقة رائدة في مجال الصناعة.

## توأمة
لباكوس دي فيريرا (مدينة) اتفاقيات توأمة مع:
- سارتروفيل

## أعلام
- ماريسا باروس
- خورخي ريوس
- اغوستينيو كا
- كارلوس بينتو
- مانويل كاردوسو